# Regionalverkehr Hildesheim
Die RVHI Regionalverkehr Hildesheim GmbH (RVHI) ist eine Tochtergesellschaft des Landkreises Hildesheim (75,1 %) und der Stadtwerke Hildesheim (24,9 %).
Sie ist der Betreiber des öffentlichen Personennahverkehrs im Landkreis Hildesheim. Dazu gehören u. a. der Stadtverkehr in Alfeld (Leine) und die bedeutende regionale Buslinie von Sarstedt nach Hildesheim, die in Sarstedt den Anschluss an die Stadtbahn Hannover gewährleistet. Der innerstädtische Verkehr in Hildesheim wird von der Stadtverkehr Hildesheim GmbH & Co. KG (SVHI) durchgeführt, wobei die SVHI-Linie 5 mit der RVHI-Linie 43 von den beiden Unternehmen gemeinschaftlich betrieben werden.
Zusammen mit dem Stadtverkehr Hildesheim und den Aufgabenträgern (Landkreis Hildesheim, Stadt Hildesheim), sowie der NordWestBahn als assoziierter Partner, bildet das Unternehmen seit Dezember 2019 einen Teil des ROSA Tarifverbund.

## Linien
| Linie | Laufweg                                                                                       |
| ----- | --------------------------------------------------------------------------------------------- |
| 8     | Sorsum – Himmelsthür – Hildesheim (gemeinschaftlich mit SVHI)                                 |
| 21    | Sarstedt – Hildesheim                                                                         |
| 22    | Giesen – Hildesheim                                                                           |
| 23    | Groß Lobke – Algermissen – Hildesheim                                                         |
| 24    | Adlum – Hildesheim                                                                            |
| 25    | Soßmar – Hohenhameln – Hildesheim                                                             |
| 31    | Bierbergen – Schellerten – Hildesheim                                                         |
| 32    | Groß Lafferde – / Söhlde – Hoheneggelsen – Schellerten – Hildesheim                           |
| 33    | Söhlde – Hildesheim                                                                           |
| 34    | Holle – Hildesheim                                                                            |
| 35    | Holle – Bockenem – Seesen                                                                     |
| 41    | Bad Gandersheim – Lamspringe – Bodenburg                                                      |
| 42    | (Wohlenhausen –) Bockenem – Hildesheim                                                        |
| 43    | Diekholzen – Ochtersum (ab hier als SVHI-Linie 5) – Hildesheim                                |
| 44    | Alfeld – Sibbesse – Hildesheim                                                                |
| 51    | Gronau – Betheln – Hildesheim                                                                 |
| 52    | (Elze –) Nordstemmen – Hildesheim                                                             |
| 53    | Schulenburg – Emmerke – Hildesheim                                                            |
| 61    | Bad Gandersheim – Alfeld                                                                      |
| 62    | Ammensen – Delligsen – Alfeld                                                                 |
| 63    | Grünenplan – Kaierde – Delligsen – Alfeld                                                     |
| 64    | Thüste – Duingen – Alfeld                                                                     |
| 65    | Marienhagen – Brunkensen – Alfeld                                                             |
| 66    | Elze – Gronau – Alfeld                                                                        |
| 67    | Banteln – Gronau – Alfeld                                                                     |
| 68    | Lamspringe – Freden – Alfeld                                                                  |
| 201   | Stadtverkehr Sarstedt: Schliekum – Giften – Sarstedt – Hotteln                                |
| 211   | Groß Lobke – Algermissen – Sarstedt                                                           |
| 212   | Nordstemmen – Sarstedt                                                                        |
| 213   | Esbeck – Elze – Sarstedt                                                                      |
| 24/25 | ALT-Verkehr Gemeinde Harsum                                                                   |
| 32/33 | ALT-Verkehr Gemeinden Schellerten und Söhlde                                                  |
| 341   | Holle - Bad Salzdetfurth (sowie ALT-Verkehr Bad Salzdetfurth Nord)                            |
| 411   | Bad Salzdetfurth – Bodenburg – Bockenem                                                       |
| 501   | Stadtverkehr Elze Linie 1: Wülfingen – Elze (– Mehle)                                         |
| 502   | Stadtverkehr Elze Linie 2: Esbeck – Mehle – Elze                                              |
| 521   | Hallerburg – Nordstemmen                                                                      |
| 522   | Barnten – Groß Escherde – Nordstemmen                                                         |
| 601   | Stadtverkehr Alfeld Linie 1: Hasenwinkel – ZOB – Krankenhaus – Sindelberg – ZOB – Hasenwinkel |
| 602   | Stadtverkehr Alfeld Linie 2: Hasenwinkel – ZOB – Sindelberg – Krankenhaus – ZOB – Hasenwinkel |
| 641   | Duingen – Marienhagen – Elze / – Gronau                                                       |
| 642   | Capellenhagen – Duingen – Delligsen – Grünenplan                                              |
| 661   | Sibbesse – Eberholzen – Gronau                                                                |
| N1    | Hildesheim – Giesen – Sarstedt                                                                |
| N2    | Hildesheim – Algermissen – Groß Lobke                                                         |
| N3    | Hildesheim – Adlum – Hohenhameln                                                              |
| N4    | Hildesheim – Schellerten – Hoheneggelsen – Groß Lafferde                                      |
| N5    | Hildesheim – Söhlde                                                                           |
| N6    | Hildesheim – Holle                                                                            |
| N7    | Hildesheim – Bad Salzdetfurth – Bodenburg – Westfeld                                          |
| N7+   | Bad Salzdetfurth – Bockenem – Lamspringe – Sehlem                                             |
| N8    | Hildesheim – Diekholzen – Sibbesse (– Alfeld)                                                 |
| N9    | Hildesheim – Nordstemmen – Elze – Gronau                                                      |